# Gnophos lutescentaria
Gnophos lutescentaria är en fjärilsart som beskrevs av Otto Staudinger 1871. Gnophos lutescentaria ingår i släktet Gnophos och familjen mätare. Inga underarter finns listade i Catalogue of Life.